# Rammstein
Rammstein (от названия авиабазы Рамштайн (нем. Ramstein), дословно: «каменный таран»; немецкое произношение: [ˈʁamʃtaɪn]) — немецкая метал-группа, образованная в январе 1994 года в Берлине. Музыкальный стиль группы относится к жанру индастриал-метала (конкретно — его немецкой сцене Neue Deutsche Härte).
Основные черты творчества группы: специфический ритм, в котором выдержана большая часть композиций, и эпатирующие тексты песен.
Особую известность группе принесли сценические выступления, часто сопровождаемые использованием пиротехники, получившие признание в музыкальной среде. Состав группы ни разу не менялся. По состоянию на 2018 год она продала около 20 млн копий альбомов.

## Название группы

Фирменный логотип группы

28 августа 1988 года на авиабазе Рамштайн во время авиашоу с участием итальянской авиационной группы высшего пилотажа Frecce Tricolori произошло столкновение трёх самолётов, в результате которого погибли 70 человек и больше трёхсот получили ранения (об этой трагедии рассказывает одноимённая песня «Rammstein» из дебютного альбома группы Herzeleid). Согласно одной из версий, музыкантам Rammstein не было известно об этой трагедии, когда они придумали название группы.
Придумано оно было Кристофом Шнайдером, Паулем Ландерсом и Кристианом Лоренцем. Со слов Пауля Ландерса:

Во время одной из наших поездок с Feeling B Шнайдер, Флаке и я придумали новое название группы. Как-то на стенке нашего автобуса мы написали «Rammstein Flugschau» (Авиашоу Раммштайн). Получилось глупо: мы тогда писали Rammstein с двумя «м», потому что не знали, что название города пишется с одной. Поначалу мы назвали себя так в шутку, но название прилипло к нам как нелюбимая кличка. Нам больше не удалось от него отделаться. Вообще-то мы не хотели называться Rammstein, это название было для нас слишком конкретным. Мы ещё искали: Milch (Молоко), или Erde (Земля), или Mutter (Мать), но название уже закрепилось.
Оригинальный текст (нем.)Bei einer unserer Fahrten mit Feeling B hatten Schneider, Flake und ich schon den neuen Bandnamen. Wir hatten den an die Wand von unserem LO geschrieben: Rammstein Flugschau. Doof, wie wir waren, schrieben wir Rammstein gleich mit zwei M, weil wir nicht wussten, dass der Ort Ramstein nur ein M hat. Wir haben uns erstmal aus Quatsch so genannt, aber der Name blieb kleben wie ein Spitzname, den man nicht gut findet. Wir schafften es nicht mehr, den loszuwerden. Rammstein wollten wir eigentlich nicht heißen, das war uns zu festgelegt. Wir haben noch gesucht: Milch oder Erde oder Mutter, aber der Name war schon durch.

Также со слов Пауля Ландерса:

Просто сначала у нас была идея создания группы, которая называлась бы «Rammstein-Flugschau» («Авиашоу Rammstein»). Из баловства имя пару раз засветилось и так и прицепилось, хоть некоторые из группы и находили его глупым. Теперь, конечно, они об этом и знать не хотят. Во всяком случае, имя просто приклеилось, как кличка. «Flugschau», естественно, звучало слишком длинным, но Rammstein нам нравился, это и к музыке тоже подходило.

Согласно Жаку Тати:

По словам ребят, название было выбрано по тому же принципу, что и Rolling Stones. Но когда группа стала немного известной, выяснилось, что судьба сыграла с раммштайновцами злую шутку. Дело в том, что о трагедии, произошедшей в августе 1988 года на базе НАТО в маленьком немецком городке Рамштайн (одно «м») во время проведения показательных полётов, участники Rammstein тогда ничего не знали — это было в Западной Германии. А когда узнали, менять название было уже поздно.

Став популярной, группа долгое время дистанцировалась от взаимосвязи между их названием и названием места трагедии. Двойное «м» в названии позволяло объяснять слово как обозначение каменного тарана, но этот вариант был озвучен уже намного позже.

## История

### Предыстория группы.Herzeleid,Sehnsucht
Истоки Rammstein лежат в периоде, предшествовавшем и сопутствовавшем объединению Германии. Сооснователь группы и ведущий гитарист Рихард Круспе свою музыкальную карьеру начал в 1989 году в Западной Германии в группе Orgasm Death Gimmick, переехав туда из Шверина (тогдашняя ГДР), куда вернулся после падения Берлинской стены. Круспе, поклонник Kiss, искал возможности соединить любимый им хард-рок с электронным звучанием индастриала. Примерно в это время он познакомился с Тиллем Линдеманном (в то время — барабанщиком панк-группы First Arsch), а позднее с Оливером Риделем (бас-гитара) и Кристофом Шнайдером (ударные) из групп The Inchtabokatables и Die Firma соответственно. В этом составе (с Линдеманном как вокалистом и сочинителем песен) они стали играть под названием Rammstein.
В 1993 году, когда у группы даже не было названия, она выиграла на Берлинском рок-фестивале право на запись в профессиональной студии. 19 февраля 1994 года Rammstein с песнями «Das alte Leid», «Seemann», «Weißes Fleisch», «Rammstein», «Du Riechst So Gut» и «Schwarzes Glas» вчетвером выиграли конкурс молодых групп в Берлине, получив право записи на профессиональной студии. Годом позже к группе присоединился второй гитарист Пауль Ландерс, а затем и клавишник Кристиан Лоренц, игравшие в панк-группе Feeling B. В таком составе и с продюсером Якобом Хельнером был записан дебютный альбом Herzeleid. Все тексты в этом альбоме, как и в большинстве последующих, написаны Линдеманном. После нескольких неудачных попыток написать тексты на английском, как того требовал лейбл, Тилль настоял на том, чтобы писать песни на немецком. Выпущенный на лейбле Motor Music, первый диск Rammstein завоевал широкую популярность.
Rammstein заметил лидер Nine Inch Nails Трент Резнор, который порекомендовал две их песни для саундтрека к триллеру Дэвида Линча «Шоссе в никуда». Это принесло группе дополнительную известность. В 1995 году Rammstein совершили тур по Европе на разогреве у Clawfinger. На концертах Rammstein демонстрировали яркие пиротехнические шоу. В 1996 году Rammstein впервые выступили на телеканале MTV. Этот же телеканал долгое время отказывался транслировать видеоклипы группы. В том же году был выпущен новый сингл «Engel», к которому был снят клип, имевший успех. За ним вышел второй альбом группы, Sehnsucht, который почти сразу же приобретает статус платинового. К концу 1997 года был выпущен внеальбомный сингл «Das Modell» с кавер-версией одноимённой песни электронной группы Kraftwerk из альбома Die Mensch-Maschine. Группа пользуется большим успехом как в Германии, так и за её пределами. Несколько синглов Rammstein попадали в десятку лучших в Германии.

### Мировая известность.Mutter
Несколько лет фанаты ждали следующей студийной работы группы. Такой большой перерыв породил множество разных слухов, в основном о распаде группы. Однако в 2000 году Rammstein садятся в студию записывать новый альбом. В 2001 году вышел третий студийный альбом под названием Mutter, занявший 4-е место в рейтинге лучших индастриал-метал-альбомов по версии журнала Metal Hammer. Вскоре был проведён тур в его поддержку, после которого количество фанатов Rammstein значительно увеличилось. Позже были выпущены синглы «Ich will», «Mutter», «Feuer frei!» и видеоклипы к ним. В 2003 году, к десятилетию своего существования, Rammstein выпускают DVD Lichtspielhaus c полным собранием клипов и несколькими концертными записями в хорошем качестве.

### Последующая карьера.Reise, Reise,Rosenrot

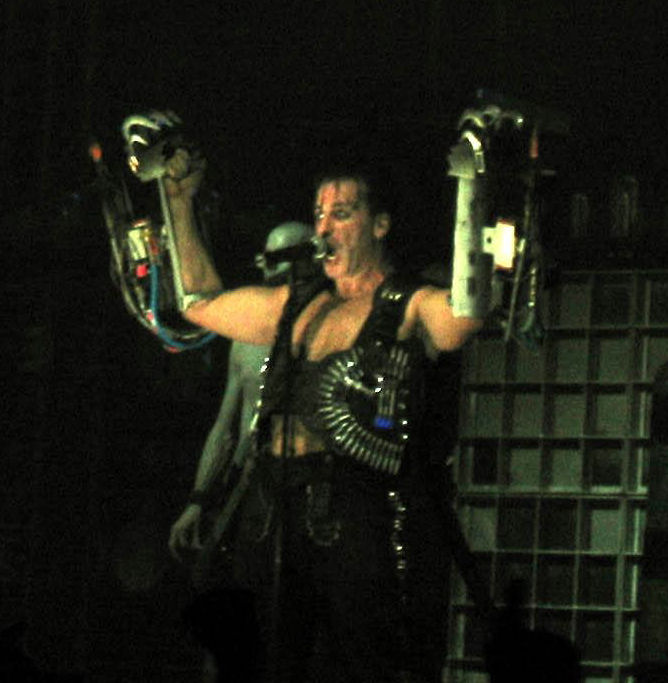
Тилль Линдеманн исполняет песню «Rammstein»

В начале 2004 года появилась достоверная информация о скором выходе нового альбома. Через несколько месяцев после этого вышли синглы «Mein Teil» и «Amerika». И, наконец, в начале осени был выпущен четвёртый альбом, названный Reise, Reise, который очень отличается от стилистики прошлых альбомов группы, что, однако, не помешало ему стать платиновым. Альбом немедленно был сопровождён туром, в ходе которого выходит сингл с альбома — «Ohne dich». В туре в поддержку альбома шоу лишилось многих спецэффектов (пластиковый фаллос, горящий плащ), но взамен приобрело новые.
В начале 2005 года последовал тур вместе с группой Apocalyptica, после чего вышел сингл «Keine Lust» и клип к нему. В сентябре выпускается клип, а затем и сингл «Benzin», одноимённая песня с которого войдёт на следующий, пятый альбом группы. В следующем месяце выходит сам альбом, получивший название Rosenrot, который содержал 7 старых треков, не вошедших в прошлые альбомы, и 4 новые композиции. В декабре последовал сингл «Rosenrot». В 2006 году вышел концертный DVD Völkerball, запланированный ещё на 2004-й, но вышедший позднее. Диск получил в основном положительные отзывы.

### Liebe ist für alle da
В 2008 году после трёхлетнего перерыва стало известно о том, что группа записывает новый альбом. 18 сентября 2009 года вышел первый сингл с нового альбома — «Pussy», а в середине декабря — клип «Ich tu dir weh». Сам альбом Liebe ist für alle da (рус. «Любовь существует для всех») был выпущен 16 октября. 23 апреля 2010 года состоялась премьера клипа «Haifisch». Альбом выпускался на двух дисках — в первом диске находился собственно альбом, на втором — дополнительные пять песен, записанные во время работы над альбомом. Видеоклип на песню Pussy стал очень скандальным: на протяжении почти всего клипа присутствуют фрагменты с откровенным содержанием, демонстрирующие половые акты с участием всех музыкантов группы. Как рассказали впоследствии участники группы, это были дублёры. Видео было запрещено к показу по телевидению.
21 декабря 2009 года вышел клип на песню «Ich tu dir weh». Режиссёром был Йонас Акерлунд. Rammstein подверглись критике со стороны государственного комитета по контролю СМИ на предмет опасного для молодёжи содержания (нем. Bundesprüfstelle für jugendgefährdende Medien). Этот комитет объявил песню «Ich tu dir weh» восхваляющей насилие и садомазохизм. Кроме того, одна из фотографий внутри буклета изображает Рихарда, готового ударить обнажённую женщину, что также рассматривается комитетом как неприемлемое для распространения среди молодёжи оформление диска. 16 ноября группа выпустила новую версию диска без спорной песни и фотографии. 23 апреля 2010 года состоялась премьера видео «Haifisch».

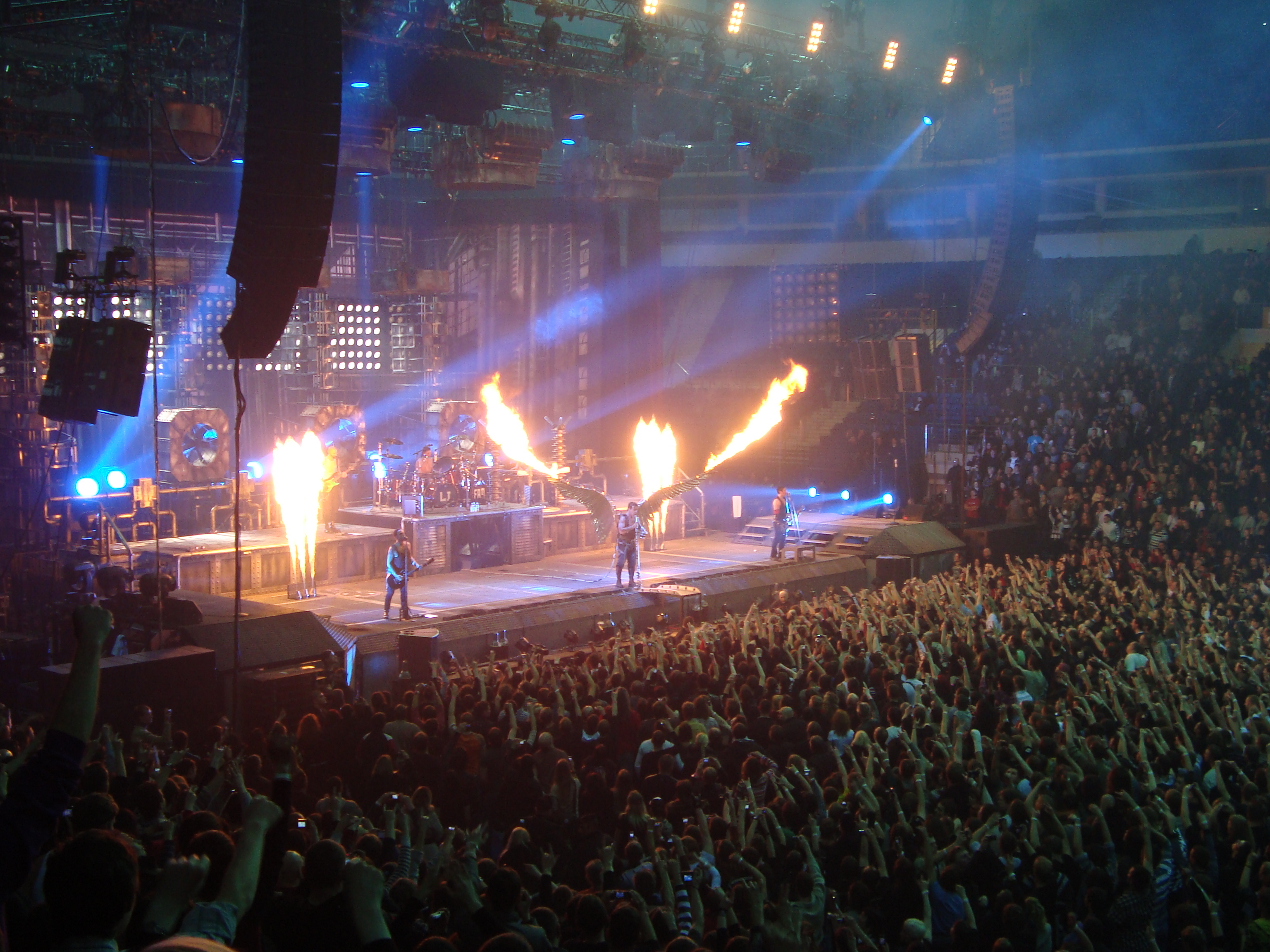
Rammstein исполняют песню «Engel», (7 марта 2010), Минск

26 февраля, 28 февраля и 1 марта 2010 года состоялись российские концерты группы в поддержку этого альбома, а 7 марта впервые прошёл концерт в Минске. Совет ветеранов, а затем совет по нравственности, состоящий из церковных деятелей и членов союза писателей, призвали правительство страны к отмене концерта, обвинив команду «неприкрытой пропагандой гомосексуализма, садомазохизма и других извращений, жестокости, насилия и непристойной брани» и заявив, что Rammstein угрожают «белорусской государственности». Тем не менее концерт состоялся при аншлаге, собрав рекордное количество посетителей: более 11 000 человек. 9 марта 2010 группа впервые посетила Киев. Первый концерт на Украине собрал возле сцены около 10 000 человек.
С 3 по 6 июня 2010 года группа выступила на фестивале Rock Am Ring. Rammstein дали согласие на трансляцию 7 песен — Rammlied, B********, Ich Tu Dir Weh, Pussy, Sonne, Haifisch и Ich Will. Но две песни были вырезаны из эфира, это песни «B********» и «Pussy», их выступление можно посмотреть на YouTube. 18 июля группа выступила в Квебеке на летнем фестивале. После летних фестивалей в конце 2010 года группа выступила в Латинской Америке и дала один концерт в США, а в начале 2011 года в Австралии, Новой Зеландии (в рамках фестиваля Big Day Out) и впервые в ЮАР. C 5 по 31 мая Rammstein совершили турне по Северной Америке, дав 6 концертов в США, 3 в Канаде и 4 в Мексике.
В 2016 году Rammstein подали иск на власти Германии за временный запрет альбома.

### Made in Germany 1995–2011

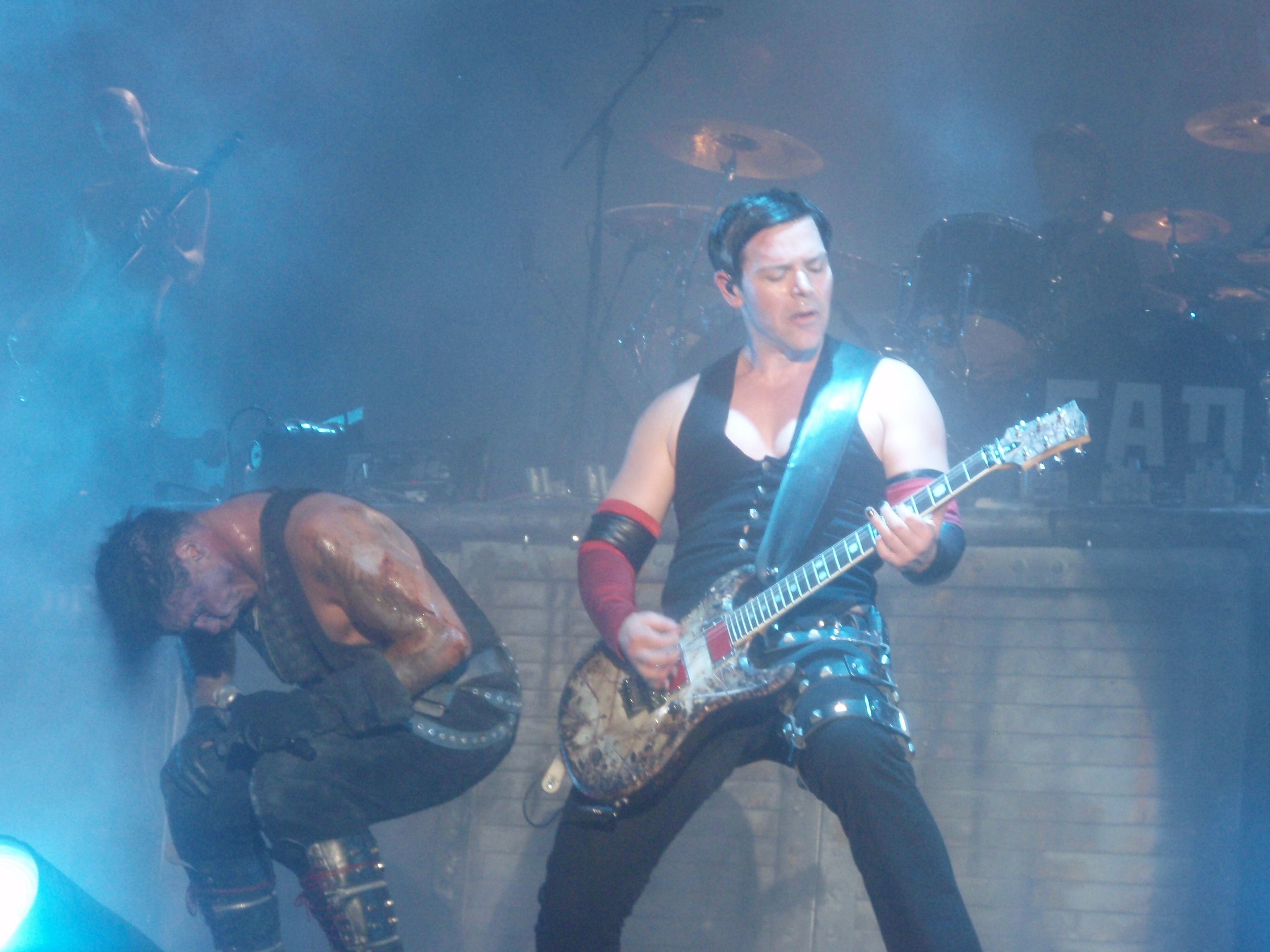
Big Day Out, 2011 год

11 июня 2011 года в сети появилась демоверсия песни «Mein Land», а ещё через несколько дней группа объявила, что 6 ноября планирует отправиться в тур, во время которого будут исполняться лучшие песни коллектива с момента основания. Также было сказано, что осенью будет выпущен новый сингл и клип, а затем и сборник лучших песен.
Сингл «Mein Land» и клип на эту песню вышли 11 ноября 2011 года (в Германии, Австрии и Швейцарии). Мировая премьера состоялась 14 ноября. Также сингл содержит новую песню «Vergiss uns Nicht». Сборник Made in Germany 1995–2011 был выпущен 2 декабря.
22 марта 2012 года на ECHO Awards в Берлине группа выступила на одной сцене с Мэрилином Мэнсоном, исполнив его хит «The Beautiful People».

### Videos 1995—2012
22 ноября 2012 года Rammstein объявили о выходе видеоальбома Videos 1995—2012, релиз которого состоялся 14 декабря 2012 года. В него вошли все клипы группы, видео об их создании, а также 2 новых клипа на песню «Mein Herz Brennt», вышедшую в качестве сингла к видеоальбому. Специально для этого была записана новая версия песни, исполненная на фортепиано. Релиз грампластинки и клипа «Mein Herz Brennt — Piano Version» состоялся 7 декабря 2012 года. CD макси-сингл и альбомная версия клипа вышли 14 декабря 2012 года.

### Rammstein in Amerika,Rammstein: Paris, сторонние проекты иседьмой студийный альбом
В сентябре 2014 года Рихард Круспе объявил, что группа планирует выпустить несколько концертных видео, и что она делает перерыв в студийной деятельности. Ребята соберутся вновь в 2015, чтобы решить вопрос о выпуске нового альбома. В мае 2015 Тилль Линдеманн подтвердил в интервью с MusikUniverse, что Rammstein начнут работу над материалом в сентябре, которая продлится вплоть до 2017.
По информации от Петера Тэгтгрена, с которым Тилль записал альбом для своего сольного проекта, тот воссоединится с остальными участниками группы в конце 2015-го, чтобы начать работу над альбомом, что означает, что он выйдет не ранее 2017 года.
В начале августа 2015-го, Rammstein выпустили трейлер для грядущего проекта под названием «In Amerika». В сентябре группа выпустила свой очередной концертный альбом Rammstein in Amerika, который состоит из трёх частей — концерта в Нью-Йорке 2010 года в поддержку альбома Liebe ist für alle da, making of’а этого альбома и документального фильма об истории группы в США. В течение 2016 года Rammstein отыграли множество концертов в Европе и Северной Америке, а в ноябре озвучили планы выпустить ещё один концертный альбом, но с европейскими концертами. 18 января 2017 года Rammstein анонсировали Rammstein: Paris, записанный на концертах в Париже 6 и 7 марта 2012 года в рамках тура Made in Germany. Премьера состоялась 23 марта в некоторых кинотеатрах, a полноценный выпуск намечен на 19 мая.
В марте 2017 Рихард Круспе заявил в интервью, что Rammstein практически написали 35 новых песен. Тем не менее, на вопрос о дате выхода альбома он ответил — «Это всё ещё большой вопрос!». 16 сентября Круспе предположил, что седьмой альбом может стать последним в их карьере.
Однако 18 сентября сообщения о завершении карьеры были официально опровергнуты на сайте Rammstein

18 сентября 2017
В отличие от другого сообщения, которое прошло сегодня в прессе, у Rammstein нет «секретных планов» на «прощальный альбом» или «последний тур».
После успешного фестивального тура группа в настоящее время работает над новыми песнями.
Оригинальный текст (нем.)18. September 2017
Entgegen einer anders lautenden Meldung, die heute durch die Presse ging, haben Rammstein keine “geheimen Pläne" zu einem “Abschiedsalbum” oder einer “letzten Tournee”.

Die Band arbeitet nach einer erfolgreichen Festival Tour im Moment an neuen Songs.

13 апреля 2018 года Rammstein официально сообщили, что запись альбома началась.
2 ноября 2018 года Rammstein анонсировали летний тур по Европе в 2019 году. 29 июля и 2 августа пройдут концерты в Москве и Санкт-Петербурге соответственно. 16 января 2019 года было объявлено, что все билеты на эти концерты проданы.
В январе 2019 Рихард Круспе заявил, что запись завершилась в ноябре 2018 и скорее всего альбом выйдет в апреле 2019, вместе с 5 новыми клипами, которые группа планирует снять для него. 28 марта 2019 года Rammstein выпустили первый сингл с нового альбома «Deutschland» и объявили дату выпуска нового безымянного альбома — 17 мая 2019 года. 26 апреля 2019 года группа выпустила второй сингл с нового альбома «Radio» и музыкальное видео к нему. 28 мая был выпущен клип на песню «Ausländer», а 31 мая песня вышла как сингл. Группа отправилась в тур Rammstein Stadium Tour в поддержку альбома, который начался в мае 2019 года. Они должны были дать концерты в Европе и Северной Америке в 2020 году, но были вынуждены отложить их из-за пандемии COVID-19, поразившей два континента. Сначала даты были перенесены на 2021 год, а в марте 2021 года снова перенесены на 2022 год.

### Zeit
Во время пандемии COVID-19 группа вернулась к написанию музыки, что Кристоф Шнайдер подтвердил в немецком подкасте. В сентябре 2020 года сообщалось, что они вернулись в студию La Fabrique Studios во Франции, где они записывали предыдущий альбом, чтобы записать новую музыку, возможно, для нового альбома. 25 сентября, в 25-ю годовщину своего дебютного альбома Herzeleid, они анонсировали обновленное юбилейное издание альбома, которое вышло 4 декабря. Релиз был доступен как в цифровом, так и в физическом виде, в виде компакт-диска в диджипаке, а также в виде двойного тяжёлого цветного винила. В феврале 2021 года Флаке Лоренц подтвердил Motor Music, что группа закончила запись восьмого студийного альбома. Лоренц заявил, что сеансы записи были незапланированными и что карантин, вызванный пандемией, позволил «меньше отвлекаться» и «больше времени думать о новых вещах». В октябре 2021 года на Международной космической станции состоялась премьера песни из альбома для французского астронавта Томаса Песке. В следующем месяце Рихард Круспе заявил в интервью, что восьмой студийный альбом Rammstein будет выпущен в первой половине 2022 года, перед запланированным возобновлением их стадионного тура, который был перенесён на 2022 год. Несмотря на это, композитор Свен Хелбиг, работавший над альбомом, заявил, что релиз может быть отложен из-за глобального кризиса цепей поставок 2021—2022 годов, который повлияет на физические релизы альбома. В январе 2022 года газета Heraldo de Aragón сообщила, что Rammstein записали для альбома кавер-версию песни «Entre dos tierras» испанской рок-группы Héroes del Silencio. Позже через GEMA выяснилось, что кавер-версия принадлежит сольному проекту солиста группы, Тилля Линдеманна. Rammstein начали тизерить первый сингл со своего восьмого студийного альбома 8 марта 2022 года, размещая клипы в своих аккаунтах в социальных сетях с хэштегом «#ZEITkommt». 10 марта они официально анонсировали альбом под названием Zeit, указав дату его выпуска — 29 апреля 2022 года. Выпуск заглавного трека в качестве ведущего сингла альбома вместе с видеоклипом состоялся в этот же день.

## Стиль

### Музыка
Стиль музыки Rammstein, который сами музыканты в шутку окрестили «танц-метал» (нем. Tanzmetall), преимущественно представляет собой индастриал-метал в духе новой немецкой тяжести. Однако он смешивает элементы как и электронного индастриала, так и альтернативного метала, и других жанров. Многие композиции выдержаны в одном ритме (за что Rammstein и назвали свой стиль «танц-метал»), встречаются и более сложные композиции. Музыканты отрицают непосредственное влияние группы Kraftwerk: «Нам они никогда не нравились». Творчество группы также относят к таким стилям рок-музыки, как хард-рок, готик-метал, ню-метал, симфоник-метал, прогрессивный метал и альтернативный метал.

### Тексты
Автором всех текстов, за исключением кавер-версий на произведения других исполнителей, является Тилль Линдеманн, но сами участники группы не раз говорили в интервью что сам вокалист прислушивается к желаниям исправить содержание текстов своих стихов, если есть какие-то возражения либо предложения чего-то добавить, убрать, прочее.
Тексты можно разделить на альбомные и внеальбомные. Так как у каждого альбома имеется своя тема и концепция, то и тексты входящих в него песен должны соответствовать им. К примеру, второй альбом группы Sehnsucht посвящён странным и извращённым желаниям. Каждая песня этого альбома описывает одно из них: «Tier» («Зверь») — инцест и педофилия, «Bestrafe mich» («Накажи меня») — садомазохизм, «Bück dich» («Наклонись») — насилие, прелюбодеяние. Показателен в этом отношении и альбом «Liebe ist für alle da» («Любовь для всех»), посвящённый любви. Бонусом к нему вышли 5 треков, которые не попали в альбом потому, что их тексты не связаны с его темой.
Нецензурную лексику Тилль использует крайне редко. Основной провокационный эффект складывается за счёт темы, смысловой нагрузки текста, которые балансируют на грани морали и/или эстетики, хотя иногда без особых проблем перешагивают и их. Тематика текстов — тёмные стороны жизни. Литературный герой текстов — как правило, в чём-то ущербный с традиционной точки зрения человек — маньяк, извращенец или просто одержимый чем-либо персонаж с нестандартным взглядом на вещи. Многие тексты характеризуются анатомичностью и разной степенью садомазохизма.

## Критика

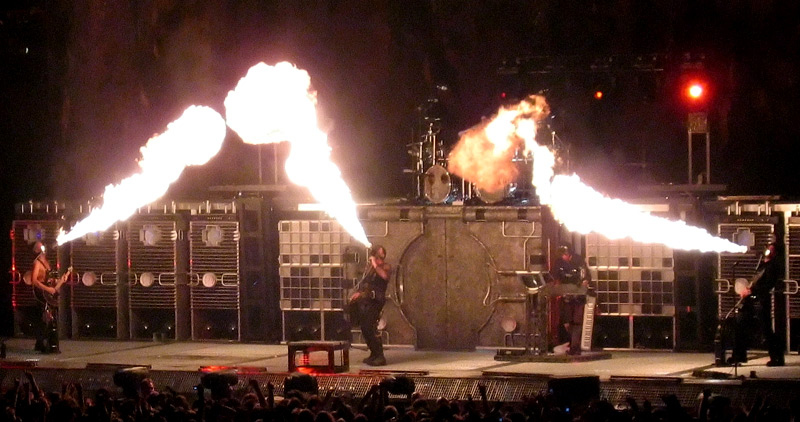
Rammstein исполняют песню «Feuer frei!» в Стокгольме, Швеция, 18 ноября 2004 года. Фейерверки и огненные шоу — постоянные атрибуты концертов Rammstein

Уже в начале существования группы со стороны СМИ некоторых стран, и в первую очередь немецких, в адрес музыкантов часто высказывались обвинения в праворадикальных тенденциях. Причиной для этого послужили шоу Rammstein, выдержанные в стиле нацистской Германии, тексты песен, смысл которых можно истолковать двояко, преобладающая тематика насилия и брутальности. Критика усилилась после того, как в 1998 году был снят видеоклип на сингл «Stripped» с использованием фрагментов документальных фильмов Лени Рифеншталь «Олимпия» (фильм об XI летних Олимпийских играх 1936 года в Берлине). Несмотря на то что некоторые фрагменты из клипа были удалены, обвинения в адрес группы о распространении «фашистоидных» взглядов и идеализации «национал-социалистической» эстетики продолжались. На телевидении было запрещено показывать этот клип раньше 22 часов вечера. Позже Линдеманн признался, что это было провокацией, они перешагнули границу, и такого больше не повторится.
Под огонь критики и обвинений в «солидарности с национал-социализмом» группа попала в 1999 году после расстрела в школе «Колумбайн». Как выяснилось в ходе расследования, Эрик Харрис и Дилан Клиболд были фанатами Rammstein.
В 2001 году, чтобы отвести от себя непрекращающиеся обвинения и чётко показать свои политические позиции, группа выпустила песню «Links 2-3-4». Как заявил Кристиан Лоренц, песню Тилль Линдеманн написал, чтобы рассеять сложившиеся в отношении Rammstein предубеждения:
Они хотят, чтобы моё сердце было справа, я смотрю вниз, сердце бьётся слева.
Тем не менее, левые антифашистские организации подвергли критике группы направления «Neue Deutsche Härte» за бездумное использование различного рода изображений времён нацистской Германии; особенно это касалось группы Rammstein, «героизировавшей в своих выступлениях культ атлетических тел, огня, мускулов и барабанной дроби». В то же время со стороны право-экстремистской сцены в лице газеты национал-демократической партии Германии Deutsche Stimme реакция была прямо противоположная[уточнить].
Позже группу также обвиняли в поддержке терроризма, так как, по сообщениям некоторых СМИ, террористы, захватившие заложников в школе № 1 города Беслана 1 сентября 2004 года, слушали группу Rammstein, чтобы держать себя в возбуждённо-агрессивном состоянии.
Участники группы так прокомментировали этот случай:

«Не наша музыка сделала этих террористов тем, что они есть. Музыка — всего лишь часть общества. На неё не распространяется зависимость „причина-следствие“. Человек, изобретший автомат, не в ответе за все войны в мире. Все эти тёмные стороны жизни являются частью нас от природы. Людям надо научиться жить с этим».
— Кристоф Шнайдер

«Об этом было много разговоров, но если в человеке есть какое-то радикальное чувство, что угодно может спровоцировать его выплеск — рисунок, фильм и тому подобное. По чистому совпадению это оказалась наша музыка. Важно думать о том, что заставило их пойти на такой шаг, как они опустились до такого — а не о их вкусах в музыке. Каждый раз, когда случается что-то подобное, все начинают винить артиста. Это полная чушь».
— Тилль Ли́ндеманн
Информация о том, что террористы в Беслане слушали какую-либо музыку, не находит подтверждения в показаниях заложников. Какие-либо упоминания на эту тему также отсутствуют в отчётах Федеральной и Североосетинской парламентских комиссий по расследованию обстоятельств бесланского теракта.

## Состав
- Тилль Линдеманн (нем. Till Lindemann) — вокал
- Рихард Круспе (нем. Richard Z. Kruspe) — соло-гитара, бэк-вокал
- Пауль Ландерс (нем. Paul H. Landers) — ритм-гитара, бэк-вокал
- Оливер Ридель (нем. Oliver «Ollie» Riedel) — бас-гитара
- Кристиан Лоренц (нем. Christian Flake Lorenz) — клавишные
- Кристоф Шнайдер (нем. Christoph «Doom» Schneider) — ударные

### Сессионные участники
- Дарон Малакян (из System Of A Down) — ритм-гитара — временно заменял сломавшего ногу Пауля Ландерса на концерте в Кливленде в 2001 году.
- Альф Атор (из Knorkator) — клавишные — заменял заболевшего Кристиана Лоренца в декабре 2009 года на концертах в Гамбурге.

## Дискография
Студийные альбомы
- 1995 — Herzeleid
- 1997 — Sehnsucht
- 2001 — Mutter
- 2004 — Reise, Reise
- 2005 — Rosenrot
- 2009 — Liebe ist für alle da
- 2019 — Rammstein
- 2022 — Zeit

## Галерея

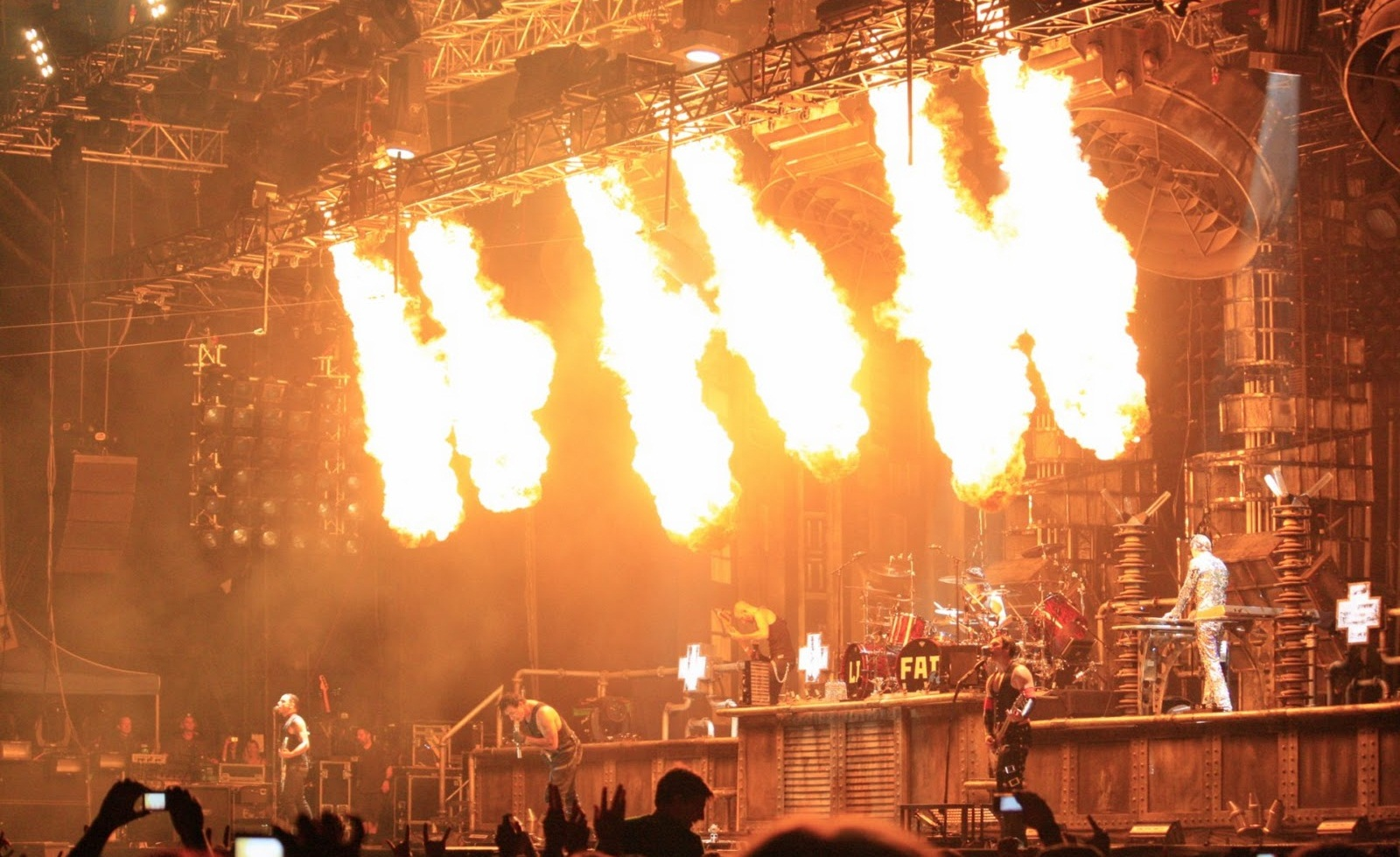
Исполнение «Du hast»
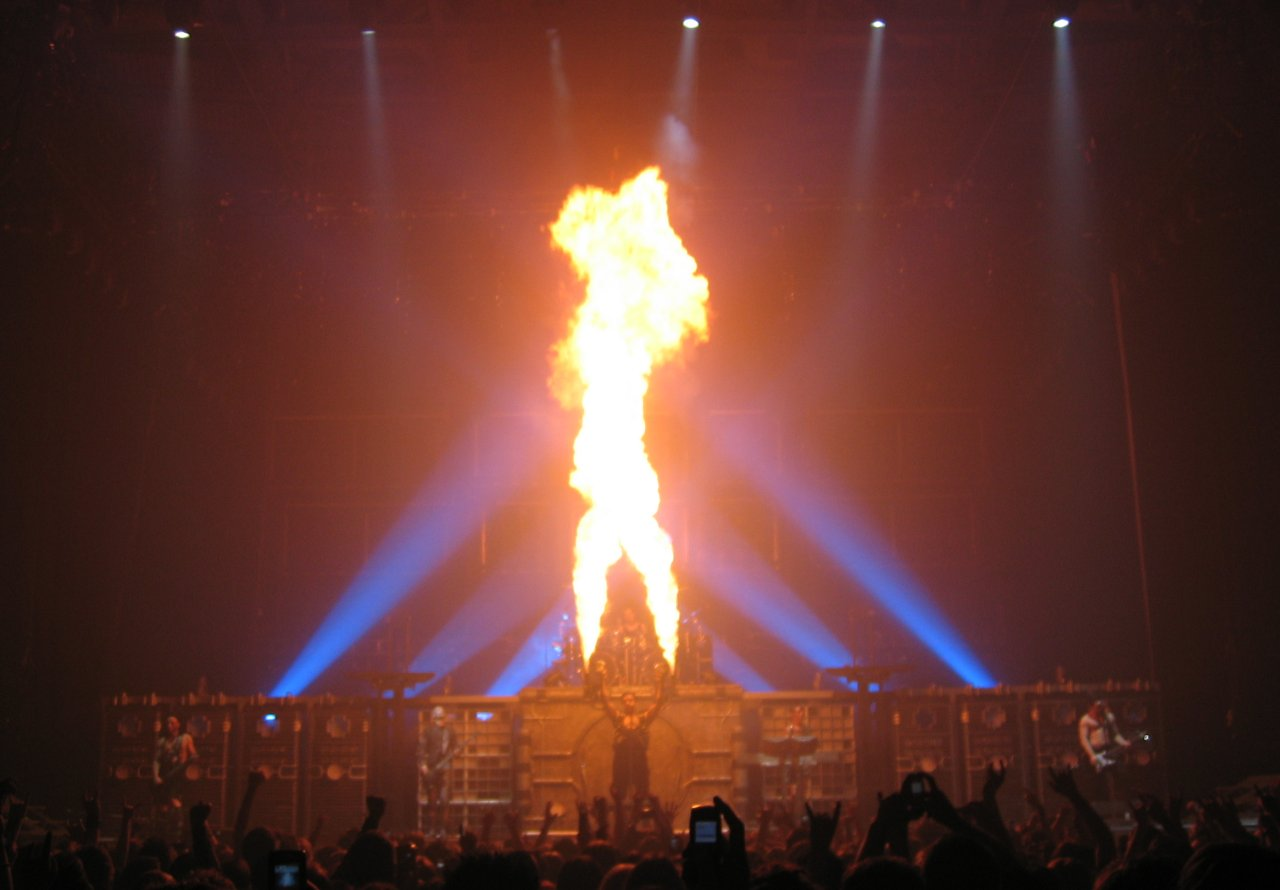
Исполнение «Rammstein»
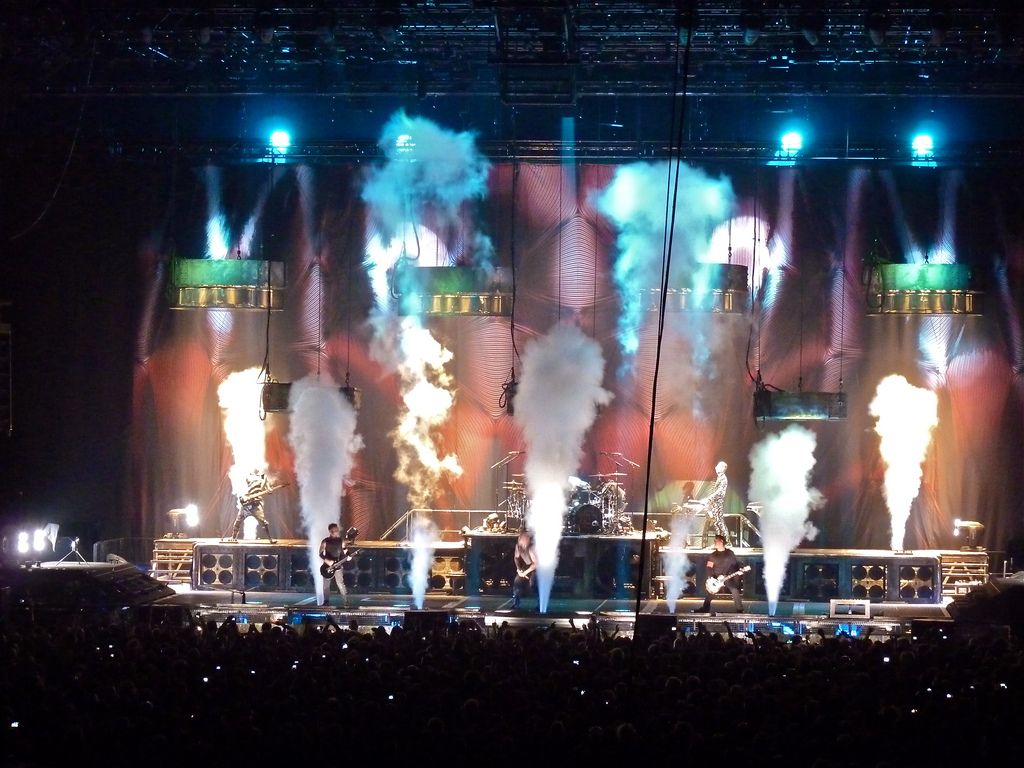
Исполнение «Keine Lust». Rammstein выступают на O2, Лондон, 24 февраля 2012 года.
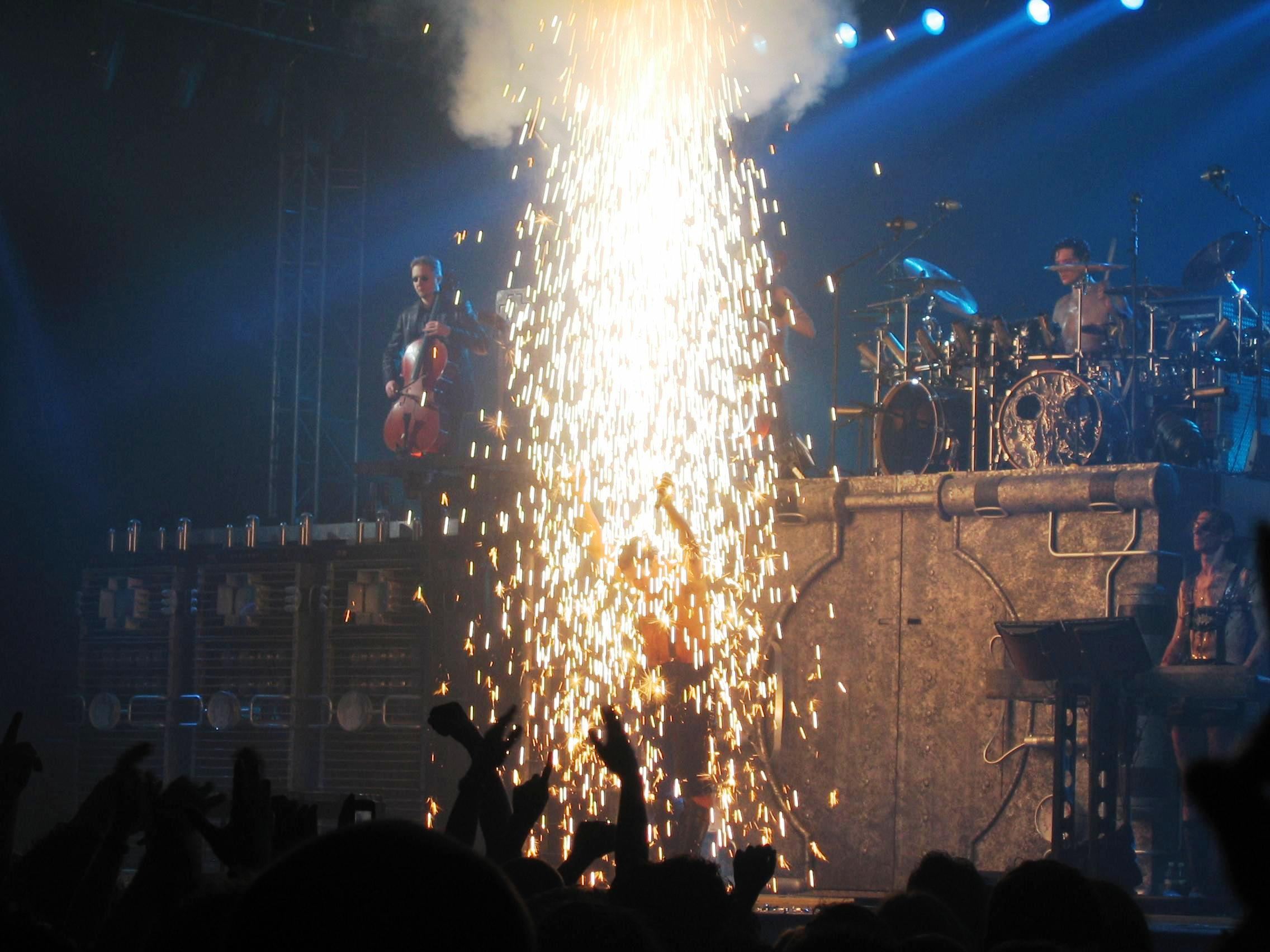
Исполнение «Ohne dich». На концерте в 2005 году
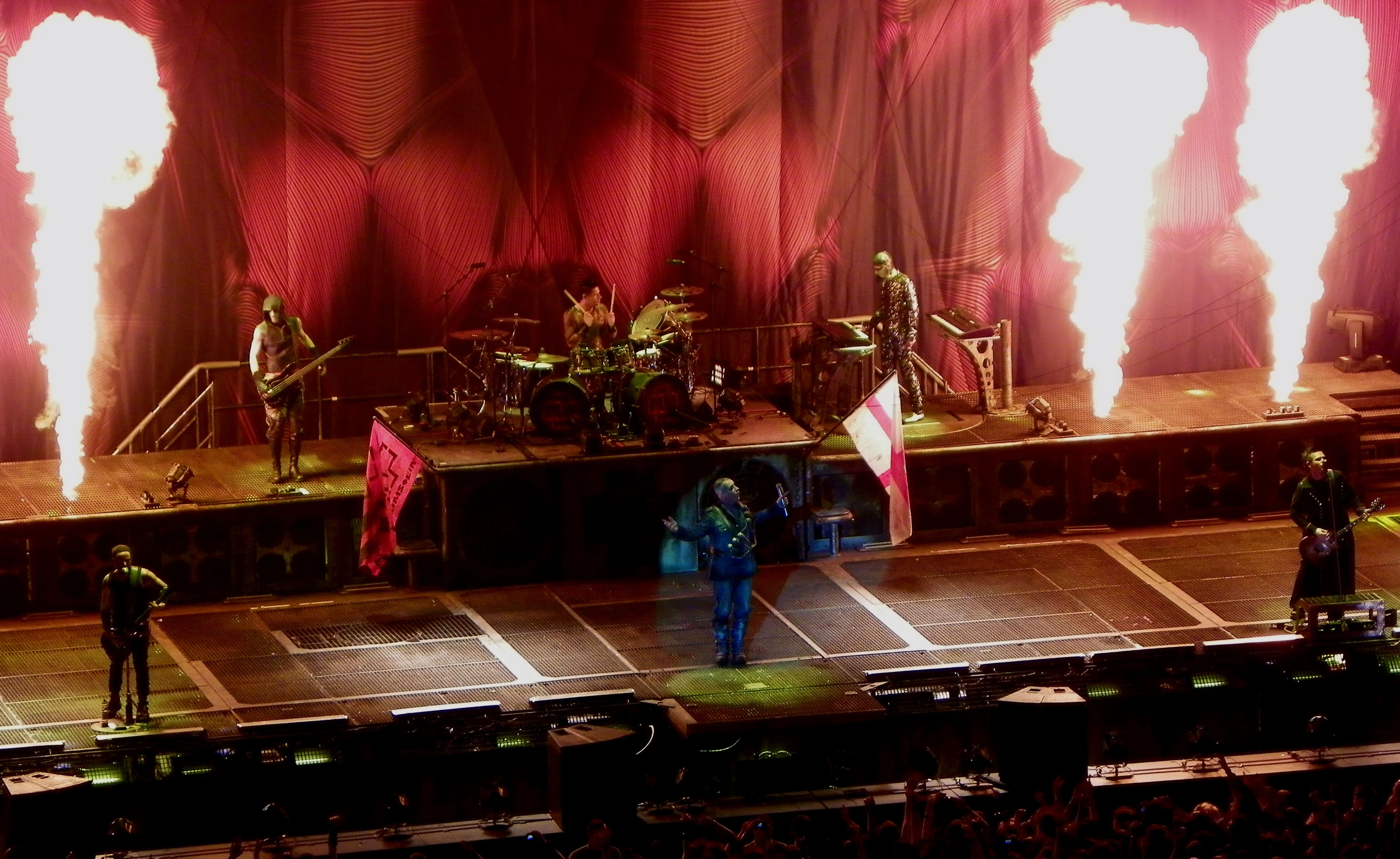
Rammstein на концерте в O2, Лондон, 24 февраля 2012 года.
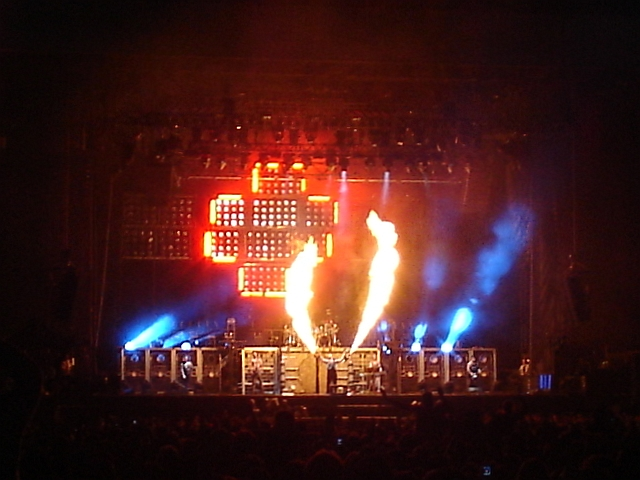
Rammstein выступают вживую на фестивале Rock Werchter 2005.
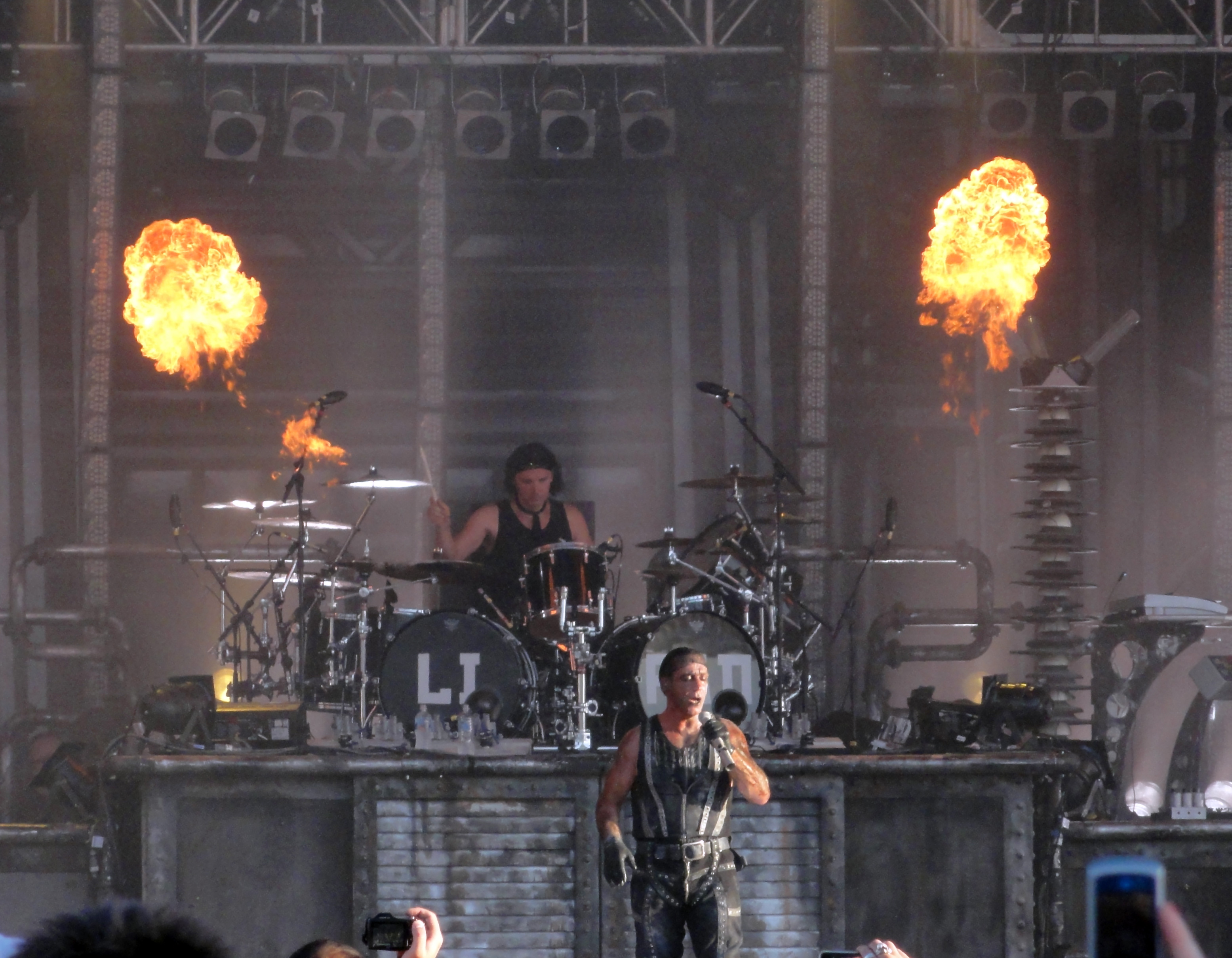
Кристоф Шнайдер за Тиллем Линдеманном. Тур Liebe ist für alle da
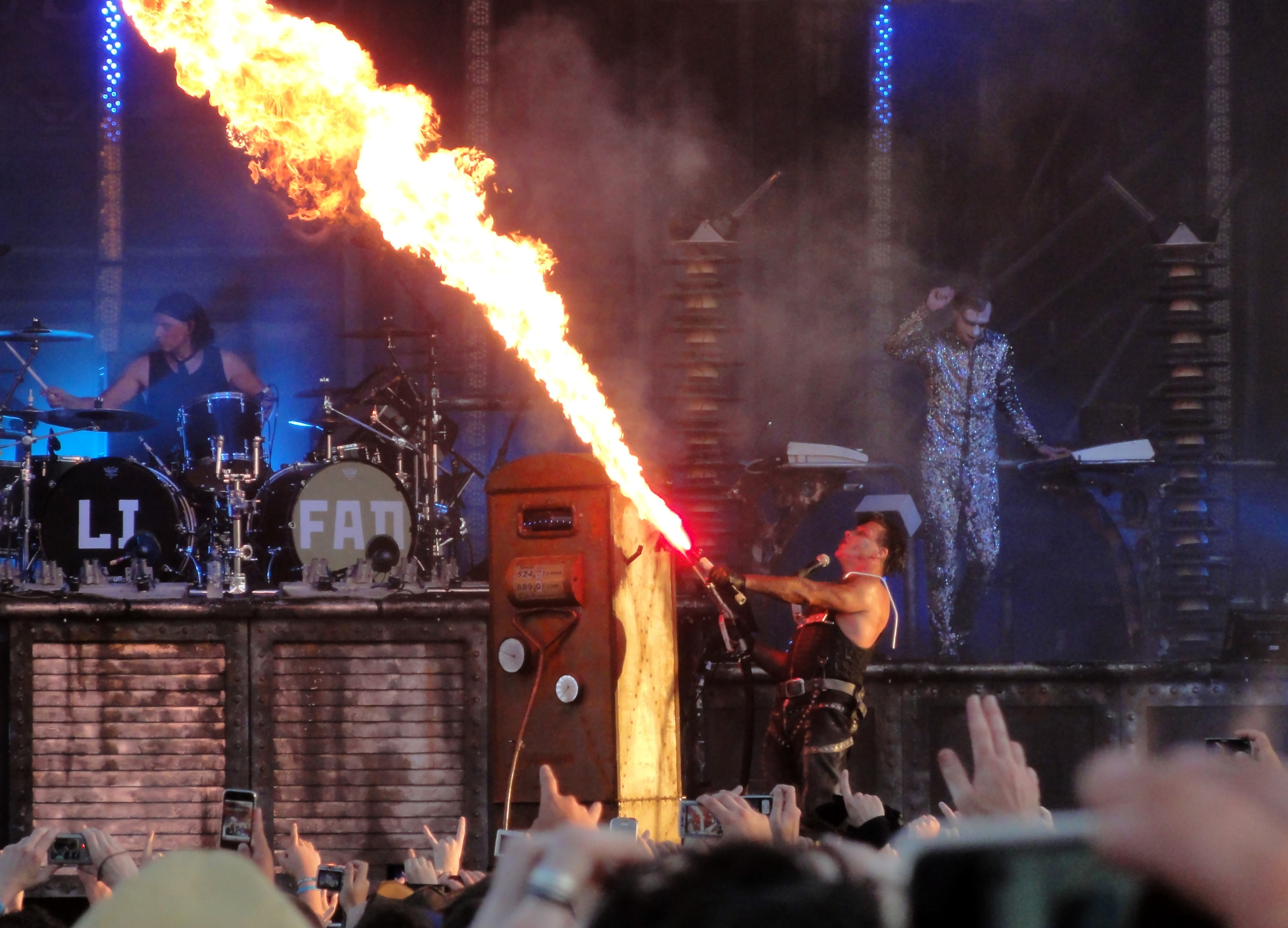
Исполнение «Benzin». Тур Liebe ist für alle da

## Книги

### Стихотворения. Messer
В 2002 году Тилль выпустил сборник своих стихов под названием «Messer» (с нем. — «Нож»). Концепция сборника такая же, как и у текстов для группы — но Тилль проводит чёткую границу между индивидуальным творчеством и коллективным. Изначально книга выходила в двух изданиях, но небольшими тиражами. Однако интерес к сборнику был таков, что позднее тираж был повторён, однако только в самом дорогом варианте.
В 2018 году Тилль, совместно с Петером Тэгтгреном объявил о туре по России, Украине и Казахстану, в котором они представят книгу «Messer» на русском языке, а также исполнят песни с дебютного альбома группы Lindemann — Skills in Pills.
Специально для этой книги была проведена фотосессия, где автор книги предстаёт в образе манекена. Авторами фотографий выступили Герт Хоф (нем. Gert Hof) и Йенс Роцш (нем. Jens Rotzsch).

### Rammstein. Будет больно
В 2010 году Жан Тати выпустил книгу о группе под названием «Rammstein. Будет больно», жанр которой был охарактеризован как «документальный роман». Помимо истории самого коллектива, в книге приводились подробные биографии всех участников «Rammstein» и истории записей альбомов.

## Факты
- Поклонником группы, астрономом из Франции Жаном-Клодом Мерленом, в 2001 была открыта малая планета в поясе астероидов. Астероид № 110393 получил от него название «Rammstein», в честь группы[95].
- Из-за репоста клипа на песню Rammstein «Pussy» Ломоносовский суд Архангельска приговорил к 2,5 годам колонии общего режима экс-главу местного штаба Навального Андрея Боровикова по делу о распространении порнографии (ч. 3 ст. 242 УК)[96][97].

### Комментарии
1. ↑  В карточке указаны только жанры, подтверждённые наибольшим количеством источников. См. подробности в разделе «Стиль».
2. ↑  «Angel», «You hate», «America» (англоязычные версии «Engel», «Du hast» и «Amerika» соответственно), «Stripped» (кавер-версия одноимённой песни группы Depeche Mode) и «Pet semetary» (кавер-версия одноимённой песни группы Ramones) поются целиком на английском языке. «Amerika» и «Pussy» поются на смеси немецкого и английского языков. В песне «Stirb nicht vor mir (Don’t die before I do)» англоязычную вокальную партию поёт Шарлин Спитери. Песня «Te quiero puta!» полностью испаноязычная. В песне «Moskau» есть строчки на русском, во «Frühling in Paris» — на французском, в «Zeig dich» — на латыни, в «Ausländer» — отдельные слова на английском, французском, испанском, итальянском и русском.